# Glomerulonefritis minimalnih lezija
Glomerulonefritis minimalnih lezija (lipoidna nefroza) je bolest bubrega, najčešći uzrok nefrotskog sindroma u djece. Naziv se odnosi na histopatološke promjene u glomerulu bubrega. Bolest najčešće zahvaća djecu, ali se može javiti i u odraslih.

## Patofiziologija
Bolest je uzrokovana poremećajem stanica limfocita T koji izlučuju citokine koji oštečuju nastavke stanica glomerularnog epitela (podociti). To uzrokuje smanjenu sintezu polianiona koji svojim nabojem čine fiziološku prepreku filtraciji makromolekula (npr. albumina). U istraživanju patogeneze ovog procesa spominju se interleukin-12 (IL-12) i interleukin-4 (IL-4), te interleukin-13, iako sama patogeneza još nije razjašnjena.

## Klinička slika
Bolest se manifestira najčešće pojavom proteinurije, edema, arterijske hipertenzije. Dolazi do razvoja nefrotskog sindroma. Bolesnik se obično pojačano zamara, osjeća se malaksalo, uz dobivanje na tjelesnoj težini.  Laboratorijskom obradom se kod bolesnik najčešće utvrde proteinurija, hipoalbuminemija, hiperlipidemija, često i hiponatrijemija, te povišene vrijednosti hemoglobina i hematokrita. Za dijagnozu i potvrdu bolesti obično je potrebno učiniti biopsiju bubrega, uz pregleda uzetih materijala svjetlosnim i elektronskim mikroskopom.

## Patologija
Razvojem elektronskog mikroskopa utvrđene se karakteristične promjene za dijagnozu glomerulonefritisa minimalnih lezija: difuzni gubitak nastavaka nožica viscelarnih epitelnih stanica (podocit), vakuolizacija i rast mikrovila viscelarnih epitelnih stanica.

## Uzroci
Uzrok većine slučajeva glomerulonefritisa minimalnih lezija je nepoznat (idiopatski glomerulonefritis minimalnih lezija), dok se u malom broju (10-20%) slučajeva može utvrditi uzrok (sekundarni glomerulonefritis minimalnih lezija) kao npr.:
- lijekovi - npr. nesteroidni protuupalni lijekovi, rimfapin, interferon, ampicilin, penicilin
- toksini - npr. živa, litij, ubodi insekata
- infekcije - npr. infektivna mononukleoza, HIV
- tumor - Hodgkinov limfom, karcinomi, limfoproliferativne bolesti

## Liječenje
U liječenju bolesti od lijekova najčešće se koriste kortikosteroidi, ACE inhibitori, blokatori angiotenzin II receptora, uz diuretike, a ako je potrebno i ostali imunosupresivi, antineoplastici te imunomodulatori (npr. ciklosporin, ciklofosfamid). Potreban je i poseban prehrambeni režim s dovoljnim unosom bjelančevina i smanjenim unosom natrija.